# 詹姆斯·馬歇爾-康沃爾
詹姆斯·馬歇爾-康沃爾（James Marshall-Cornwall；1887年5月27日—1985年12月25日）KCB CBE DSO MC FRSGS 英國上將與軍事史學家。

## 著作
- 《馬塞納元帥》（1965年）
- 《指揮官拿破崙》（1967年）
- 《指揮官格蘭特》（1970年）
- 《指揮官福煦》（1972年）
- 《指揮官黑格》（1973年）
- 《地理學會的歷史》（1976年）
- 《回憶錄：戰爭與戰爭傳言》（1984年）